# 大分県道647号栃野西大山線
大分県道647号栃野西大山線（おおいたけんどう647ごう とちのにしおおやません）は、大分県日田市を通る一般県道である。

## 概要
日田市中津江村栃野から日田市大山町西大山に至る。
下筌ダムと松原ダムの間にあるダム湖（梅林湖）の西岸を通るが、トンネルが多いため、走行には注意が必要である。

### 路線データ
- 起点：大分県日田市中津江村栃野[1]（大分県道・熊本県道12号天瀬阿蘇線交点[2]）
- 終点：大分県日田市大山町西大山[1]（松原ダム入口交差点、国道212号交点[2]）

## 歴史
- 1977年（昭和52年）2月22日 - 大分県告示第191号により、県道栃野西大山線として路線認定される[3]。
- 2014年（平成26年）3月24日 - 貫見トンネル開通[4]。

## 路線状況

### 道路施設

#### 橋梁
- 新蕨野橋（未供用、延長78 m[5]、日田市中津江村栃野 - 日田市大山町西大山[6]）

橋名板の文字は日田市立津江小学校と日田市立津江中学校の生徒によって書かれた。蕨野橋の架け替えにより供用開始となる予定である。

#### トンネル
起点から
- 蜂巣トンネル：延長197 m、1964年（昭和39年）竣工、日田市
- 柳瀬トンネル：延長170 m、1965年（昭和40年）竣工、日田市
- 蕨野トンネル：延長78 m、1965年（昭和40年）竣工、日田市
- 貫見（ぬくみ）トンネル：延長582 m、2014年（平成26年）3月24日開通[4]、日田市

## 地理

### 通過する自治体
- 日田市

### 交差する道路
| 交差する道路                     | 交差する場所 | 交差する場所              |
| -------------------------------- | ------------ | ------------------------- |
| 大分県道・熊本県道12号天瀬阿蘇線 | 中津江村栃野 | 起点                      |
| 国道212号                        | 大山町西大山 | 松原ダム入口交差点 / 終点 |

### 沿線
- 筑後川
- 下筌ダム
- 松原ダム